# Marcelo Brozović
Marcelo Brozović (nascut el 16 de novembre de 1992) és un jugador professional de futbol croata que juga com a migcampista a l'Al-Nassr i a la selecció de futbol de Croàcia.
El 3 de juliol de 2023, el club de la Saudi Pro League Al-Nassr va confirmar que havia assegurat el fitxatge de Brozović per una tarifa de transferència de 18 milions d'euros.

## Internacional
El 18 de juny de 2023 va jugar com a titular a la final de la Lliga de Nacions de la UEFA 2023 que Croacia va perdre contra Espanya 5-4 als penals després d'un empat a 2 després de la pròrroga.